# Куа
Куа — невелике місто у венесуельському штаті Міранда.

## Клімат
Місто знаходиться у зоні, котра характеризується кліматом тропічних саван. Найтепліший місяць — квітень із середньою температурою 25.2 °C (77.4 °F). Найхолодніший місяць — січень, із середньою температурою 22.6 °С (72.7 °F).
| Клімат Куа              | Клімат Куа | Клімат Куа | Клімат Куа | Клімат Куа | Клімат Куа | Клімат Куа | Клімат Куа | Клімат Куа | Клімат Куа | Клімат Куа | Клімат Куа | Клімат Куа | Клімат Куа |
| Показник                | Січ.       | Лют.       | Бер.       | Квіт.      | Трав.      | Черв.      | Лип.       | Серп.      | Вер.       | Жовт.      | Лист.      | Груд.      | Рік        |
| Середня температура, °C | 22,6       | 23,2       | 24,3       | 25,2       | 25,2       | 24,1       | 23,6       | 23,8       | 24         | 24,1       | 23,8       | 23,1       | 23,9       |
| Норма опадів, мм        | 14.9       | 7.1        | 9.4        | 48.6       | 132.7      | 192.6      | 181.6      | 162.2      | 133.7      | 120.7      | 75.4       | 41.8       | 1120.7     |
| Днів з опадами          | 6          | 3,4        | 2,6        | 5,1        | 11,8       | 20,1       | 20,6       | 18,5       | 15,5       | 13,6       | 10,6       | 8          | 135,8      |
| Вологість повітря, %    | 73         | 69.9       | 67.6       | 70.1       | 74         | 78.3       | 79.6       | 80         | 79.3       | 78.8       | 77.8       | 75.6       | 75.3       |
| ----------------------- | ---------- | ---------- | ---------- | ---------- | ---------- | ---------- | ---------- | ---------- | ---------- | ---------- | ---------- | ---------- | ---------- |
| Джерело: Weatherbase    |            |            |            |            |            |            |            |            |            |            |            |            |            |

## Райони міста
- Лас-Брісас
- Ла-Моріта
- Лесумберрі
- Ла-Магдалена
- Ла-Філья
- Пуебло-Нуево
- Муме
- Санта-Роса
- Ла-Вега
- Кебрада-де-Куа
- Лос-Росалес
- Лас-Мерседес
- Сан-Антоніо-де-Куа
- Ла-Марта
- Террасас-де-Куа
- Санта-Крус
- Апарай
- Нуева-Куа
- Петаріто
- Сутіль
- Сан-Мігель
- Портауелос
- Аражуїта
- Марін

## Відомі уродженці
- Езеккіль Самора
- Хосе Марія Карреньйо